# Didier Zokora
Déguy Alain Didier Zokora, nogometaš Slonokoščene obale, * 14. december 1980, Abidjan, Slonokoščena obala.
Zokora igra na položaju veznega igralca. Od sezone 2016 je član indijskega kluba NorthEast United, nastopal pa je tudi za državno reprezentanco.

## Klubska kariera

### Začetki
Zokora je svojo kariero pričel v domovini v priznani mladinski akademiji kluba Mimosas. Leta 2000 se je preselil v Evropo k moštvu Racing Genk, s katerim je v sezoni 2001/02 osvojil belgijsko prvenstvo. Poleti 2004 je prestopil v Francijo h klubu AS Saint-Étienne.

### Tottenham Hotspur
Zokora je v Franciji ostal le dve sezoni. Vzrok za tako kratek igralni staž v Franciji so bile v prvi vrsti njegove dobre predstave na Svetovnem prvenstvu 2006 v Nemčiji. Na prvenstvu so ga namreč opazili ogledniki angleškega prvoligaša Tottenham Hotspur, ki so za tedaj 25-letnega afriškega nogometaša odšteli 8,2 milijona evrov odškodnine. Zokora je bil sicer na spisku želja večjih klubov - Chelseaja, Manchester Uniteda in Arsenal - z otoka, a jih je zavrnil, ker mu niso mogli dati zagotovila, da bo v njihovih sredinah dobival priložnost in da ne bo zgolj zamenjava.
V treh letih je postal velik ljubljenec londonskega občinstva, ki mu je spesnilo tudi himno z naslovom »Let's all do the Conga ... Do-do-do Didier Zokora.« Čeprav je za Tottenham igral cela tri leta, pa se za ta angleški klub niti enkrat ni uspel vpisati med strelce. Nogometni navdušenci so si ga v času njegovega igranja na otoku verjetno najbolje zapomnili po dveh zaporednih grdo zgrešenih lahkih strelih na gol s finalne tekme pokalnega tekmovanja Carling Cup 2008. Njegov drugi strel je zletel čez prečko, potem ko je vratar že premagan ležal na tleh. Tottenham je sicer tekmo dobil po podaljšku, zmago je z zadetkom z glavo zagotovil Jonathan Woodgate.
S Tottenhamom se je nato leto kasneje znova uvrstil v finale Carling Cupa, a je tedaj po enajstmetrovkah izgubil proti Manchester Unitedu. Izid je bil po rednem delu 0-0. Četudi se Zokora v dresu Tottenhama nikoli ni uspel vpisati med strelce, pa je zato uspešno realiziral svoj kazenski strel med izvajanjem enajstmetrovk proti nizozemskemu PSV-ju, v sklopu pokala Uefa.

### Sevilla
Zokora je med poletnim prestopnim rokom za 9 milijonov evrov odškodnine okrepil španskega prvoligaša Sevillo. V dresu andaluzijskega moštva je debitiral 30. avgusta 2009, tedaj je Sevilla v prvem krogu španskega prvenstva gostovala pri Valenciji.

## Reprezentančna kariera
Zokora je standardni član prve postave reprezentance Slonokoščene obale, za katero je igral že na več kot 80 mednarodnih tekmah. 

### Reprezentančni zadetki
| # | Datum          | Prizorišče                  | Nasprotnik | Zadel za | Končni izid | Tekmovanje                          |
| - | -------------- | --------------------------- | ---------- | -------- | ----------- | ----------------------------------- |
| 1 | 22. junij 2008 | Abidjan, Slonokoščena obala | Bocvana    | 2-0      | 4-0         | Kvalifikacije za Svetovno prvenstvo |

## Dosežki
- KRC Genk

- Jupiler League:

- 1. mesto: 2001/02

- Tottenham Hotspur

- Carling Cup

- Zmagovalci: 2008
- Finalisti: 2009

- Sevilla

- Copa del Rey

- Zmagovalci: 2010